# Slag bij Montjuïc (1641)
De Slag bij Montjuïc vond plaats op 26 januari 1641. De Spaanse troepen onder leiding van Pedro III Fajardo de Zúñiga y Requesens probeerden de Catalaanse opstandelingen, die zich verscholen hadden in het Kasteel van Montjuïc bij de stad Barcelona, te verslaan.

## Achtergrond
In de 17de eeuw was het Spaanse Rijk op vele oorlogsfronten actief. Koning Filips IV van Spanje vond dat alle gelederen van de bevolking soldaten moesten leveren. Op 7 juni 1640 kwamen de Catalaanse boeren in opstand en vermoorden de onderkoning van Catalonië. Op 7 september werd er een Catalaans-Frans verbond gesloten. Sinds 1635 was Frankrijk in oorlog met Spanje.

## Slag
Enkele dagen voordien had Pedro III Fajardo de Slag bij Martorell gewonnen. Hij wilde korte metten maken met de opstandelingen en verhinderen dat ze Franse steun zouden krijgen. Wegens gebrek aan communicatie bestormde het Spaanse leger in versnipperde slagorde de berg. De Catalanen werden dus niet geconfronteerd met een grote troepenmacht en konden de verschillende bataljons een voor een verslaan. Het Spaans leger ontbrak aan militair materieel, waardoor een ultieme aanval tot niets leidde. Gedemoraliseerd verlieten de Spaanse troepen het slagveld, ze telden meer dan 1500 slachtoffers.

## Resultaat
Alhoewel de Catalanen de slag hadden gewonnen, waren de Fransen na verloop van tijd de grote overwinnaars. Met de Vrede van de Pyreneeën in 1659 speelde Catalonië, het graafschap Roussillon kwijt.